# Carretera Federal 200

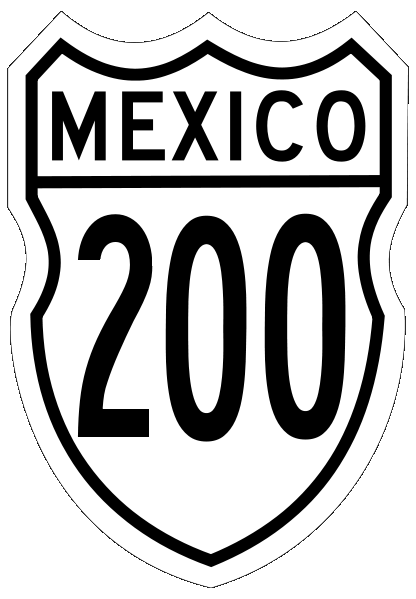

La carretera 200, también conocida como La Costera, es una carretera federal mexicana, va desde la ciudad de Tepic, Estado de Nayarit a Puente Talismán en el Estado de Chiapas ya en la frontera internacional con Guatemala, comunica las ciudades mexicanas de Tapachula y Tepic a lo largo de la costa mexicana del Pacífico por lo cual es un eje importante de comunicaciones en la zona ya que cruza por Nayarit, Jalisco, Colima, Michoacán, Guerrero, Oaxaca y Chiapas; tiene una longitud de cerca de 2,000 km. y esta cuenta con varios desvíos a importantes centros de población y administrativos, la carretera pasa por:

## Nayarit
- Tepic
- Xalisco
- Compostela
- Las Varas
- Bahía de Banderas
- Jarretaderas
- Nuevo Vallarta

## Jalisco
- Puerto Vallarta
- Mismaloya
- Boca de Tomatlán
- La Cumbre
- Chamela
- La Manzanilla
- Melaque
- Barra de Navidad

## Colima
- Manzanillo
- Armería
- Tecomán (autopista a Colima y Guadalajara)

## Michoacán
- Coahuayana
- San Juan de Alima
- Tizupán
- Maruata
- Caleta de Campos
- Barra de Nexpa
- Playa Azul
- Lázaro Cárdenas (autopista a Uruapan y Morelia)

## Guerrero
- Entronque a La Unión
- San José Ixtapa
- Ixtapa Zihuatanejo
- Entronque a Barra de Potosí
- Petatlán
- Papanoa
- Puerto Vicente Guerrero
- San Luis de la Loma
- Entronque a Técpan de Galeana
- Entronque a Atoyac de Álvarez
- Coyuca de Benítez
- Acapulco (entronque con Carretera Federal 95 y Carretera Federal Chilpancingo-Acapulco 95D)
- San Marcos
- Cruz Grande (entronque a Ayutla)
- Marquelia
- Juchitán (entronque a Azoyú)
- Entronque a Ometepec
- Cuajinicuilapa

## Oaxaca
- Pinotepa Nacional
- Santiago Jamiltepec
- Puerto Escondido (carretera a Oaxaca)
- Puerto Ángel
- San Pedro Pochutla
- Mazunte
- Zipolite
- Huatulco
- Salina Cruz
- Santo Domingo Tehuantepec
- Juchitán de Zaragoza
- Chahuites

## Chiapas
- Arriaga
- Tonalá
- Pijijiapan
- Mapastepec
- Acacoyagua
- Acapetahua
- Escuintla
- Villa Comaltitlán
- Huixtla
- Tuzantán
- Huehuetán
- Tapachula
- Tuxtla Chico
- Metapa de Domínguez
- Frontera Hidalgo
- Suchiate

- Datos: Q5753552
- Multimedia: Carretera Federal 200 / Q5753552